# Адам фон Вартенберг
Адам фон Вартенберг (на немски: Adam von Wartenberg; на чешки: Adam z Vartemberka; * 1516; † 1564/1579) е благородник от род фон Вартенберг в Чехия.
Той е син на Ян/Йохан 'Стари' фон Вартенберг (1480 – 1543) и съпругата му Вероника фон Лесковец († 1537), дъщеря на Албрехт фон Лесковец и фрайин Юдит фон Шеленберг и Кост (* ок. 1477).

## Фамилия
Адам фон Вартенберг се жени 1536 г. за фрайин Магдалена фон Коловрат († 1540), дъщеря на фрайхер Венцел фон Коловрат и Анна Андиел фон Айстебно. Те имат децата:
- Ян (1538 – 1571), женен за Крицелда Беркова з Дубе († сл. 1569)
- Кристоф (* 1539; † 20 февруари 1584, погребан в Турнов), женен за бургграфиня Агнес (Елизабет) фон Дона-Графенщайн († 3 август 1611)
- Магдалена фон Вартенберг († 1592, Остредек), омъжена I. за фрайхер Йохан/Ян Стари фон Валдщайн (* 1500; † 15 юни 1576), щатхалтер на Бохемия, син на фрайхер Вилхелм Стари фон Валдщайн († 1557), II. за фрайхер Йохан фон Липа-Крумау († 27 януари 1598).

Адам фон Вартенберг се жени втори път 1553 г. за графиня Сибила Шлик фон Пасаун, дъщеря на граф Стефан Шлик фон Пасаун. Те имат децата:
- Карел (* 19 март 1557; † 1608), женен	1577 г. за графиня Катарина Елизабет фон Мансфелд (1555 – 1637)
- Ярослав (*1558, † 12 декември 1602, погребан в Турнов), женен за Анна Катерина зе Смириц († 1610)

Адам фон Вартенберг се жени трети път за фрайин Алена Борцита фон Мартиниц, дъщеря на фрайхер Волфганг фон Мартиниц и фрайин Лудмила фон Кунщат. Бракът е бездетен.
Вдовицата му Алена Борцита фон Мартиниц се омъжва втори път за фрайхер Ладислав фон Коловрат († 1575).